# Elskovspony (EP)
Elskovspony er en EP udsendt af det danske band Johnny Deluxe i 2003. Det er udgivet af gruppen selv, og således uden om pladeselskaber. Titelsangen blev spillet i radioen og lagde grobund for studiealbummet Johnny Deluxe, der udkom året efter. Flere af sangene fra EP'en blev inkluderet på debutalbummet.

## Spor
1. "Elskovspony"
2. "Dobbeltliv"
3. "Slikbutik"
4. "Det Er Ligemeget"
5. "Penge"